# Paul Harteck

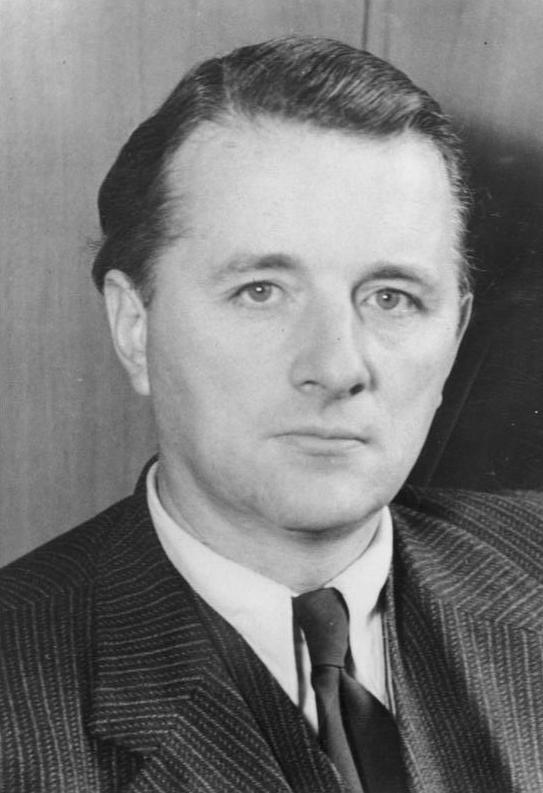
Paul Harteck (1948)

Paul Karl Josef Maria Harteck (Wenen, 20 juli 1902 – Santa Barbara (Californië), 22 januari 1985) was een Oostenrijks fysisch chemicus.

## Biografie
Harteck studeerde scheikunde in Wenen en aan de Humboldtuniversiteit in Berlijn. Na zijn promotie in 1926 bij Max Bodenstein over Photokinetik des Kohlenoxychlorides werkte hij bij Arnold Eucken in Breslau. Van 1928 tot 1933 was assistent van Fritz Haber aan het Kaiser-Wilhelm-Institüt fur Physikalische Chemie und Electrochemie (KWIPC) in Berlijn-Dahlem. Hier werkte hij met Karl-Friedrich Bonhoeffer aan experimenten met ortho- en parawaterstof. Gelijktijdig voltooide hij in 1931 zijn habilitatie aan de Humboldtuniversiteit.
Aansluitend had hij een eenjarig onderzoeksverblijf bij Ernest Rutherford in Cambridge. Hier ontdekte hij in 1934 met Rutherford en Mark Oliphant het waterstofisotoop tritium, door deuterium te bombarderen met deuteronen. Datzelfde jaar werd hij gewoon hoogleraar en directeur van het Instituut voor Fysische Scheikunde aan de Universiteit Hamburg.
Vanaf 1937 was hij naast zijn universitaire werkzaamheden ook adviseur explosieven voor het Heereswaffenamt, een afdeling van het Rijksministerie van Oorlog in Berlijn. In april 1939, kort na de ontdekking van kernsplijting door Otto Hahn, nam Harteck samen met zijn onderwijsassistent Wilhelm Groth contact op met het Rijksministerie om hen te attenderen op de potentiële militaire toepassingen van nucleaire kettingreacties.
Vanaf dat jaar hield zijn faculteit als geheel zich bezig met onderzoek voor het Heereswaffenamt, met nadruk op de scheiding van uraniumisotopen. In februari 1943 stelden Harteck en zijn collega Hans Jensen een nieuw type isotoopscheiding voor, een ultracentrifuge gebaseerd op het schommelprocedé (Schaukelverfahren). Deze methode werd geadopteerd door het bedrijf Anschütz in Kiel. Onder zijn supervisie voerde Groth de laatste verrijkingsexperimenten uit met de ultracentrifuge in Celle, een klein stadje 120 kilometer ten zuiden van Hamburg.
Vanwege zijn deelname aan de Duitse Uranverein werd hij in 1945 door geallieerde Britse en Amerikaanse strijdkrachten in Hamburg gevangengenomen en met de andere Duitse kerngeleerden geïnterneerd in het Britse Farm Hall. Van 1948 tot 1950 was hij rector aan de Universiteit Hamburg. In 1951 emigreerde hij naar de Verenigde Staten, waar hij tot 1968 werkzaam was voor het Rensselaer Polytechnic Institute in Troy (New York).